# Список втрат у боях за Ізюм (2022)
У статті наведено поіменні втрати в боях за Ізюм у лютому — вересні 2022.

## Україна

### Березень
1. Коваленко Олександр Миколайович, старший солдат ЗСУ (підрозділ не уточнений) (9 березня)[1].
2. Соколюк Дмитро Володимирович, сержант, командира відділення десантно-штурмового взводу, 95 ОДШБр (11 березня)[2].
3. Строганов Дмитро Дмитрович, військовослужбовець підрозділу 90 ОАЕМБ 81 ОАЕМБр (16 березня, Кам'янка)[3].
4. Качинський Владислав Євгенович, солдат, 95 ОДШБр (20 березня, Кам'янка)[4][5].
5. Касянчук Роман Олександрович, солдат ЗСУ (підрозділ не уточнений) (28 березня)[6].

### Квітень
1. Середюк Єгор Васильович, капітан, командир ланки штурмової авіації 299 БрТА (15 квітня)[7].
2. Свистун Святослав Юрійович, солдат батальйону «Карпатська січ». Загинув 10 квітня 2022 року в селі Дмитрівка.

### Червень
1. Ратушний Роман Тарасович, солдат, 93 ОМБр (9 червня, Сулигівка)[8][9][10].
2. Себастіян Василь Іванович, січовик 49-го стрілецького батальйону «Карпатська Січ» (16 червня)[11].
3. Селіванов Марк Сергійович, січовик 49-го стрілецького батальйону «Карпатська Січ» (16 червня)[12].

## Росія

### Березень
1. Опацький Олексій Михайлович, капітан, командир оперативного взводу ОМОН «Зирянин» Управління Росгвардії Республіки Комі, (7 березня)[13].
2. Овчаренко Микола Миколайович, полковник, заступник начальника інженерних військ Західного військового округу (15 березня)[14][15].
3. Ягідаров Денис Сергійович, майор, командир парашутно-десантного батальйону 31-ї окремої гвардійської десантно-штурмової бригади (23 березня)[16].
4. Фомінцев Андрій Георгійович, рядовий ЗС РФ (28 березня, Кам'янка)[17].
5. Муковоз Дмитро Миколайович, розвідник-санітар ЗС РФ (??? березня)[18].

### Квітень
1. Рамазанов Абумуслім Анверович, сержант, 752 МСП (2 квітня)[19].
2. Смирнов Олексій Леонідович, полковник, начальник зв'язку 98-ї гвардійської повітряно-десантної дивізії (13 квітня, Чистоводівка)[20][21].
3. Лучинський Кирило Михайлович, рядовий ЗС РФ (5 квітня, Сулигівка)[22].
4. Галахов Андрій В'ячеславович, сержант, старший розвідник, 252-й мотострілецький полк (8 квітня, Сулигівка)[23].
5. Клещенко Василь Петрович, полковник, заступник начальника 344-го Центру бойового застосування та перенавчання льотного складу (авіаційного персоналу армійської авіації) ПКС ЗС РФ (15 квітня, Гусарівка)[24].
6. Шаймарданов Дамір Едуардович, старший лейтенант, командир танкової роти 488-го МСП 144-ї МСД (30 квітня, Чистоводівка)[25].

### Травень
1. Батиров Артур Артурович, капітан, командир мотоциклетного взводу 1-ї гвардійської танкової армії (21 травня)[26].
2. Мелехін Юрій Миколайович, майор, командир 1-го загону, 16 ОБрСпП (23 травня, Пасіка)[27].
3. Хлиновський Роман Георгійович, майор, 64-та окрема мотострілецька бригада (25 травня)[28][29].

### Липень
1. Сорочинський Олександр Євстафійович, підполковник, командир 423-го мотострілецького полку, 4-ї гвардійської Кантемирівської танкової дивізії (4 липня)[30].

### Вересень
1. Тотіков Борис Геннадійович, полковник, начальник ракетних військ та артилерії, 35-та загальновійськова Червонопрапорна армія (4 вересня)[31][32][33].